# USS Mississippi (BB-41)
USS Mississippi (BB-41/AG-128), det andra av tre slagskepp i New Mexico-klassen, var det tredje fartyget i USA:s flotta som namngavs för att hedra den 20:e delstaten. Fartyget kölsträcktes i april vid Newport News Shipbuilding Company i Newport News, Virginia, sjösattes i januari 1917 och levererades till flottan i december samma år. Hon var beväpnad med ett batteri av tolv 35,6 cm kanoner i fyra torn med tre kanoner vardera, och skyddades av kraftigt pansar, där huvudbältespansaret var 343 mm tjockt.
Fartyget stannade kvar i Nordamerika under första världskriget och genomförde övningar för att träna besättningen. Under 1920- och 1930-talen tjänstgjorde fartyget i Stillahavsflottan. I maj 1941, när andra världskriget och slaget om Atlanten rasade, överfördes Mississippi och hennes två systerfartyg till Atlantflottan för att hjälpa till att skydda den amerikanska sjöfarten genom neutralitetspatrullerna. Två dagar efter den japanska attacken mot Pearl Harbor lämnade Mississippi Atlanten för att återvända till Stillahavsflottan; under hela sin medverkan i andra världskriget stödde hon amfibieoperationer i Stilla havet. Hon besköt japanska styrkor under slaget om Gilbert- och Marshallöarna, på Filippinerna samt under invasionerna av Peleliu och Okinawa. Den kejserliga japanska flottan attackerade de amerikanska styrkorna under striderna på Filippinerna, och i det efterföljande slaget vid Leytebukten deltog Mississippi i striderna vid Surigaosundet, historiens sista slagskeppsstrid.
Efter kriget byggdes Mississippi om till ett skytteutbildningsfartyg och användes också för att testa nya vapensystem. Dessa inkluderade RIM-2 Terrier luftvärnsrobotar och AUM-N-2 Petrel-sjömålsrobotar. Hon togs slutligen ur bruk 1956 och såldes som skrot i november samma år.

## Design
Mississppi var 190 meter långt och hade en bredd på 29,69 meter och ett djupgående på 9,1 meter. Hon hade ett deplacement på 32 514 ton och upp till 33 530 ton vid fullast. Fartyget drevs av fyra Curtis-ångturbiner och nio oljeeldade Babcock & Wilcox-pannor med en nominell effekt på 32 000 hästkrafter (24 000 kW), vilket gav en toppfart på 21 knop (39 km/h). Fartyget hade en räckvidd på 8 000 nautiska mil (15 000 km) vid en hastighet på 10 knop (19 km/h). Besättningen bestod av 1 084 officerare och värnpliktiga. Fartyget hade två fackverksmaster. Huvudpansarbältet var 343 mm tjockt, medan huvudpansardäcket var upp till 89 mm tjockt.
Fartyget var beväpnat med ett huvudbatteri med tolv 35,6 cm/50-kalibriga kanoner i fyra trippeltorn på mittlinjen, placerade i par framför och bakom överbyggnaden. Till skillnad från tidigare amerikanska slagskepp med trippeltorn kunde varje eldrör höjas oberoende av varandra. Det sekundära batteriet bestod av fjorton kanoner av kaliber 12,7 cm/51 som var monterade i enskilda kasematter på överbyggnaden mittskepps. Initialt var fartyget utrustat med tjugotvå stycken, men erfarenheterna i Nordsjön under första världskriget visade att de extra kanonerna skulle ha varit oanvändbara i allt annat än lugna förhållanden. Som ett resultat av detta togs dessa kanoner bort. Det sekundära batteriet utökades med fyra 7,6 cm kanoner. Utöver sin kanonbeväpning var Mississippi också utrustad med två torpedtuber på 53,3 cm, monterade nedsänkta i skrovet, en på varje sida.

### Modifieringar
Mississippi moderniserades kraftigt i början av 1930-talet. Hennes ursprungliga turbiner ersattes med nya växlade modeller som tillverkades av Westinghouse, och hon fick sex pannor som konstruerats av Bureau of Engineering. Detta förbättrade hennes prestanda till en topphastighet på 22 knop (41 km/h) från 40 000 axelhästkrafter (30 000 kW). Hennes beväpning reviderades också och huvudbatteriets kanoner modifierades så att de kunde höjas upp till 30 grader, vilket avsevärt förlängde kanonernas räckvidd. Två av 12,7 cm sjömålskanonerna togs bort och åtta luftvärnskanoner av kaliber 12,7 cm/25 installerades. Hon fick ytterligare ett 51 mm bepansrat däck, och hennes undervattensskydd förbättrades. Genom dessa ändringar ökade hennes deplacement kraftigt, till 33 960 ton i standardutförande och 36 737 ton vid full last. Besättningen ökade betydligt, till 1 443 personer.
I början av 1945 fick Mississippi ett nytt sekundärt batteri när hon reparerades. De gamla 12,7 cm/51-kalibriga kanonerna togs bort, och ytterligare åtta 12,7 cm/25-kalibriga luftvärnskanoner installerades, tillsammans med tretton fyrdubbla Bofors 40 mm kanoner och fyrtio 20 mm Oerlikon-kanoner.

## Tjänstgöring

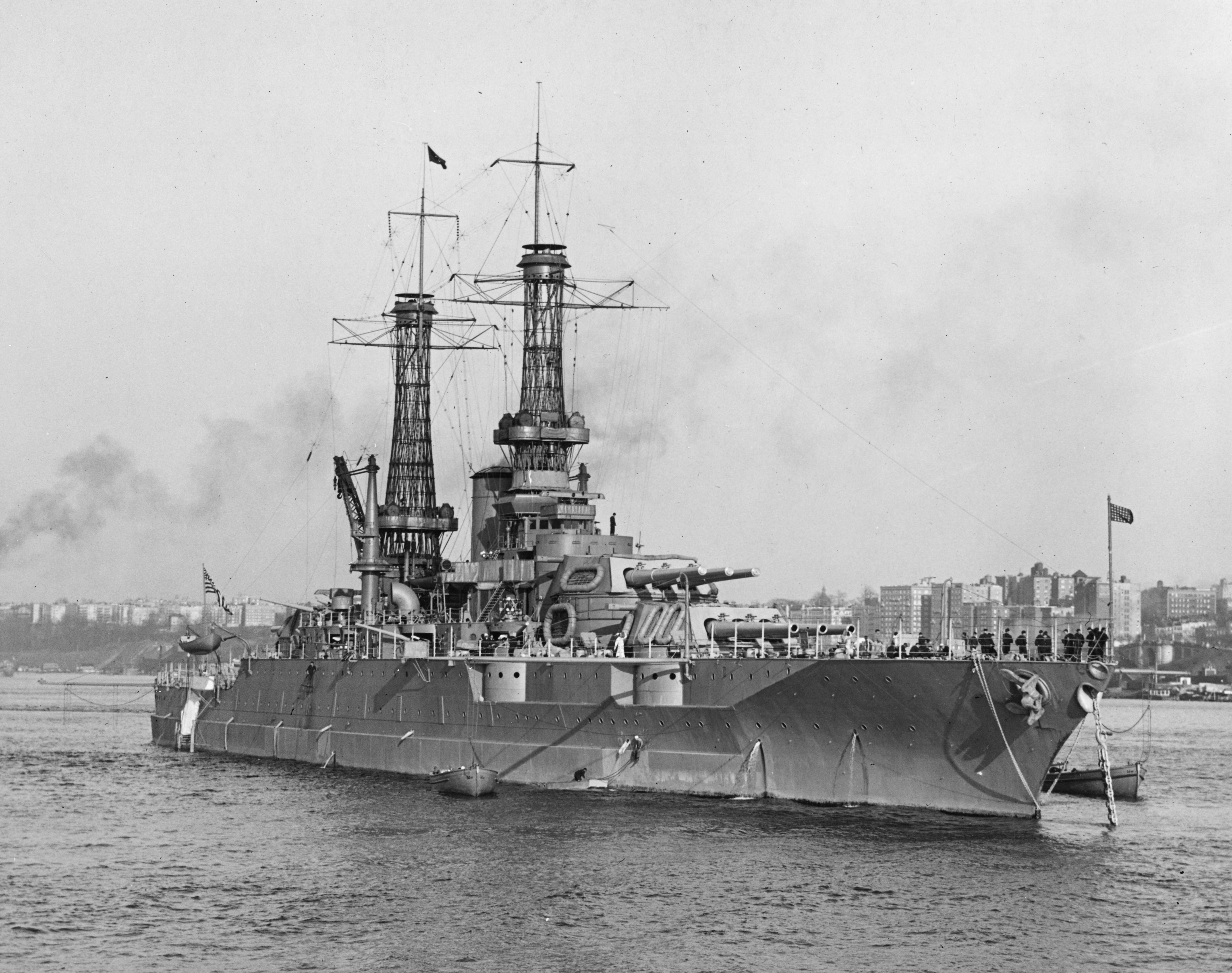
Mississippi utanför New York City cirka 1918.

Mississippi kölsträcktes den 5 april 1915 vid Newport News Shipbuilding Company i Newport News, Virginia. Hon sjösattes den 25 januari 1917 och efter att ha avslutat konstruktionen togs hon i bruk i den amerikanska flottan den 18 december 1917. Dåvarande kapten Joseph Lee Jayne tjänstgjorde som fartygets första befälhavare. Efter att ha slutfört sjötester utanför Virginia seglade Mississippi från USA till Golfo de Guacanayabo på Kuba den 22 mars 1918, där hon genomförde ytterligare träning. 1919–1921 tjänstgjorde William A. Moffett som fartygets befälhavare. Den 31 januari 1919 lämnade hon bukten för ytterligare en träningsrunda i Karibien. Senare under året återvände hon till Hampton Roads, Virginia, där hon påbörjade en kryssning mellan Boston och New York.
Mississippi omplacerades sedan till Stillahavsflottan och lämnade därför östkusten den 19 juli. Under hela 1920-talet återvände fartyget rutinmässigt till Karibien för vinterövningar. 1922 togs två av de ursprungliga fjorton kanonerna av kaliber 12,7 cm/51 bort. Under övningen Fleet Problem I, i februari 1923, sänkte Mississippi pre-dreadnoughten Coast Battleship No. 4 (tidigare USS Iowa), genom att först svårt skada henne med sina 12,7 cm kanoner på  ett avstånd mellan 7 300 och 9 100 meter innan hon avfyrade en salva av 35,6 cm granater som träffade Coast Battleship No. 4 mittskepps och sänkte henne. Under skjutövningen användes för första gången spaningsflygplan för att hjälpa till med eldledning för ett amerikanskt slagskepp i en större övning.
Under en övning utanför San Pedro den 12 juni 1924 skedde en explosion i det främre huvudkanontornet nr 2. Den resulterande branden kvävde 44 personer av tornets besättning. När de återvände till hamnen exploderade det krut som fortfarande fanns kvar i kanon nr 5, den kvarvarande kanonen i tornet, och dödade fyra personer av räddningsstyrkan. Granaten som fanns i kanonen missade med nöd och näppe passagerarfartyget Yale. Detta var den dittills dödligaste fredstida katastrofen i flottans historia.
Mississippi lämnade San Francisco den 15 april 1925 för övningar utanför Hawaii, varefter hon gjorde en kryssning till Australien och återvände till Kalifornien den 26 september. Fartyget återvände till östkusten i början av 1931 för en större modernisering vid Norfolk Navy Yard som inleddes den 30 mars. Denna översyn förändrade fartygets profil avsevärt genom att ta bort de ursprungliga förliga och akterliga fackverksmasterna. Den förstnämnda ersattes med ett torn. Moderniseringen omfattade också att de tidigare 7,6 cm/50-kalibriga luftvärnskanonerna ersattes med åtta 12,7 cm/25-kalibriga kanoner. Ytterligare övningar följde i september 1933. Den 24 oktober 1934 passerade hon genom Panamakanalen på väg tillbaka till Stillahavsflottan, där hon stannade till mitten av 1941, bortsett från de normala vinterkryssningarna i Karibien.
Vid den här tiden hade andra världskriget brutit ut i Europa och slaget om Atlanten började. Som svar på detta tog president Franklin D. Roosevelt initiativ till neutralitetspatruller för att skydda amerikansk sjöfart. Den 7 maj 1941 förflyttade amiral Harold Rainsford Stark, chefen för marinens operationer, Mississippi, slagskeppen Idaho och New Mexico, hangarfartyget Yorktown, fyra lätta kryssare och två jagarskvadroner till Atlanten för att förstärka neutralitetspatrullerna. Den 15 juni återvände Mississippi till Norfolk, där hon förberedde sig för sin första patrull i Nordatlanten, som bestod i att eskortera en konvoj från Newport, Rhode Island till Hvalfjordur, Island. Den 28 september påbörjade hon ytterligare en eskort av en konvoj, även den till Island. Mississippi stannade kvar där till november för att skydda amerikansk sjöfart i området. Under denna period var hon tilldelad "White Patrol", en särskild insatsgrupp, tillsammans med de andra två slagskeppen och ett par tunga kryssare.

### Andra världskriget

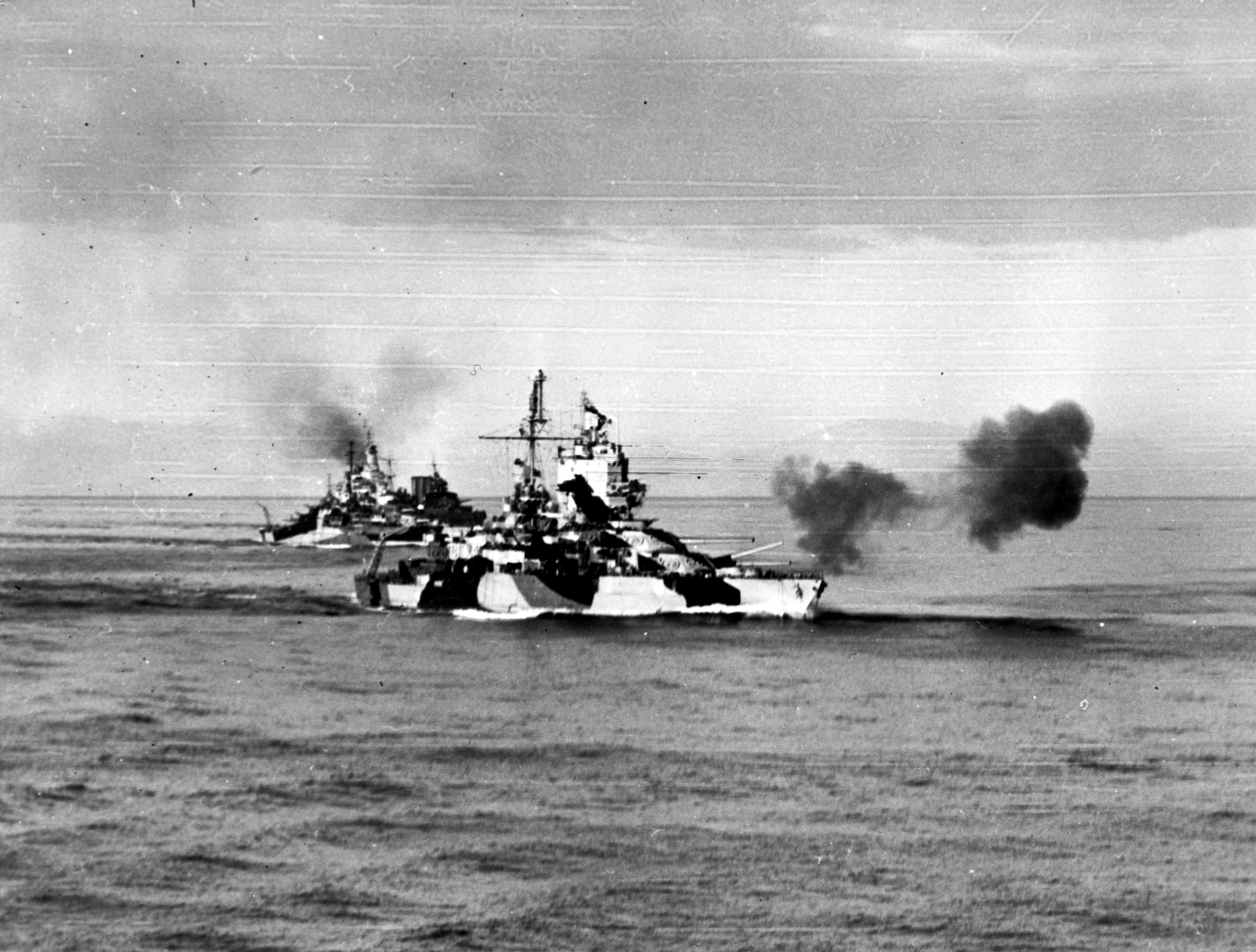
Mississippi ger eldunderstöd för landstigningen på Lingayen. USS West Virginia och HMAS Shropshire kan ses i bakgrunden.

Den 9 december, två dagar efter den japanska attacken mot Pearl Harbor, lämnade Mississippi Island för att segla till Stilla havet. Hon nådde San Francisco den 22 januari 1942, där hon genomförde träning och eskorterade konvojer längs västkusten under de följande sju månaderna. Från och med maj 1942 togs de ursprungliga 12,7 cm/51-kalibriga kanonerna i det sekundära batteriet bort för att ge plats åt kulsprutor. Den 6 december eskorterade hon en konvoj med trupptransportfartyg till Fiji och återvände till Pearl Harbor den 2 mars 1943. Hennes första större stridsoperation inleddes den 10 maj, då hon lämnade Hawaii för att stödja befrielsen av Aleuterna. Hon besköt ön Kiska den 22 juli och den japanska garnisonen drog sig tillbaka från ön några dagar senare. Efter slutet på kampanjen återvände Mississippi till San Francisco för en översyn. Den 19 oktober lämnade hon San Pedro för att ansluta sig till den invasionsflotta som skulle anfalla Gilbertöarna. Under kampanjen på Gilbert- och Marshallöarna den 20 november, medan Mississippi besköt Makin, inträffade återigen en explosion i hennes torn nr 2, den här gången dödades 43 man. Efter reparationer fortsatte hon att delta i striderna och besköt Kwajalein den 31 januari 1944, Taroa den 20 februari och Wotje den 21 februari. Den 15 mars besköt hon japanska positioner vid Kavieng på Nya Irland, innan hon återvände till USA för en översyn i Puget Sound. Vid denna översyn utökades antalet 12,7 cm/25-kalibers kanoner från åtta till fjorton.
Efter att ha återvänt till flottan gav Mississippi eldunderstöd till de marinsoldater som gick i land på Peleliu den 12 september. Hon stannade där och besköt ön i en vecka innan hon fortsatte till Manus, som nyligen hade intagits av amerikanska styrkor. Mississippi tilldelades invasionsflottan för Filippinerna under konteramiral Jesse B. Oldendorf och lämnade Manus den 12 oktober och anlände till Leyte den 19 oktober och inledde därefter beskjutningen av japanska ställningar. Under slaget vid Leytebukten, natten till den 24 oktober, besegrade Mississippi och resten av slagskeppen i hennes grupp på ett avgörande sätt den japanska södra styrkan under viceamiral Shōji Nishimura i slaget vid Surigaosundet. Under slaget misslyckades de japanska krigsfartygen med att upptäcka de amerikanska fartygen med sin radar. Dessutom tvingade det smala sundet japanerna att segla i en linje framåt, medan Mississippi och de andra slagskeppen var stationerade vid ingången, där de kunde avfyra fulla bredsidor. Som ett resultat av detta kunde Nishimura inte undvika att få sitt "T" korsat. I den efterföljande striden tillfogade amerikanska jagare stora skador på den japanska styrkan, som sedan förintades av den koncentrerade elden från slagskeppen. Mississippi, som var utrustad med äldre eldledningsradar, hade svårt att identifiera mål i mörkret och avfyrade därför bara en salva med 12 kanoner, efter att Oldendorf hade gett order om att upphöra med eldgivningen. Denna salva var den sista som avfyrades under striden, och visade sig vara den sista gången ett slagskepp avfyrade sina kanoner mot ett annat slagskepp.
Mississippi stannade kvar utanför Leyte och gav eldunderstöd fram till den 16 november, då hon drog sig tillbaka till Amiralitetsöarna för att förbereda nästa operation. Den 28 december återvände hon till Leyte och ankrade i San Pedro Bay. Fartyget började beskjuta japanska positioner på ön Luzon den 6 januari 1945. Under bombardemanget träffade ett japansk kamikaze-plan fartyget, men hon stannade kvar på platsen och besköt det japanska försvaret fram till den 10 februari, då hon drog sig tillbaka till Pearl Harbor för reparationer. Hon återvände till tjänstgöring i tid för att ansluta sig till invasionsflottan som attackerade Okinawa och anlände utanför Nakagusuku Wan den 6 maj. En annan kamikaze (som först identifierades som ett allierat flygplan) träffade fartyget den 5 juni, men hon kunde fortsätta striden utanför Okinawa fram till den 16 juni. I juli 1945 fick hon reparationer utförda i USS ABSD-5, en flytande torrdocka. Efter att den japanska regeringen meddelat att den skulle kapitulera, seglade Mississippi till Sagami Wan, Honshū, som en del av ockupationsstyrkan och anlände dit den 27 augusti. Hon var närvarande vid undertecknandet av kapitulationsdokumenten den 2 september i Tokyobukten. Fyra dagar senare lämnade hon japanska vatten för segla hem till USA. Hon nådde Norfolk den 27 november.

### Efterkrigstiden

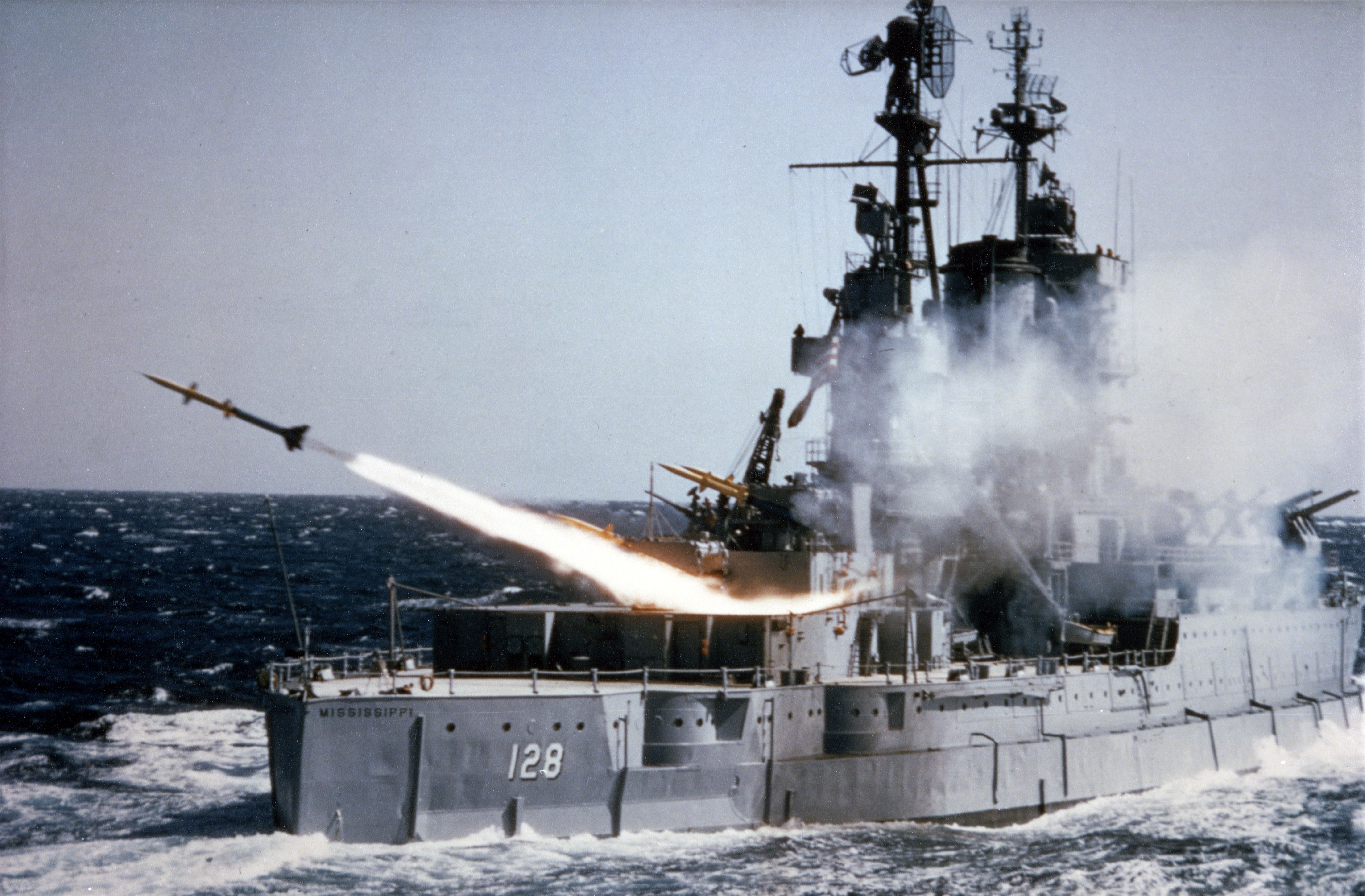
USS Mississippi avfyrar en Terrier-robot.

Vid ankomsten till Norfolk byggdes fartyget om till ett skytteutbildningsfartyg och tilldelades skrovnumret AG-128 den 15 februari 1946. I vissa referenser anges hennes skrovnummer som EAG-128. Torn nr 1 ersattes av ett dubbeltorn med 15,2 cm/47-kaliber allmålskanoner, samma som monterats på de lätta kryssarna av Worcester-klassen. Huvudkanontornen nr. 2 och nr. 3 togs bort, men torn nr. 4 behölls. Tre dubbelmonterade 12,7 cm/38 kaliber allmålskanoner, två enkelmonterade 12,7 cm/54 kaliber allmålskanoner (som på Midway-klassens hangarfartyg), två dubbelmonterade 7,6 cm/50 kaliber kanoner och två fyrdubbelt monterade 40 mm Bofors automatkanoner installerades. Ytterligare vapen som föreslogs men inte utrustades omfattade två dubbla 12,7 cm/54-kaliber kanoner och två dubbla 7,6 cm/70-kaliber kanoner, men det dubbla 12,7 cm/54-fästet (ursprungligen avsett för slagskeppen i Montana-klassen) togs aldrig i bruk och 7,6 cm/70-fästet var inte klart förrän 1956. Dessutom föreslogs ett 20,3 cm/55-kalibers trippelkanontorn som på de tunga kryssarna i Des Moines-klassen i stället för huvudkanontorn nr 3, men detta utrustades inte. Det är oklart om ett föreslaget blandat 20 mm Oerlikon-batteri med fyrdubbla, dubbla och enkla fästen installerades.
Mississippi byggdes om på Norfolk Naval Shipyard från november 1945 till april 1948. I april 1947 ersatte hon i praktiken Wyoming som utbildningsfartyg för luftvärn, Wyoming lade till vid en pir mittemot Mississippi och huvuddelen av Wyomings besättning överfördes till Mississippi. Efter att ha kommit ut ur rekonstruktionen tjänstgjorde hon i den operativa utvecklingsstyrkan, utförde tester och hjälpte till att utvärdera nya vapensystem. Fartyget fick två nya RIM-2 Terrier-robotlavetter installerade på platsen där huvudkanontorn nr 4 tidigare suttit den 9 augusti 1952 på Norfolk Naval Shipyard. De första provskjutningarna av en fartygsburen Terrier-robot ägde rum den 28-29 januari 1953 utanför Cape Cod. Mississippi testade senare den radarsökande Petrel-sjömålsroboten i februari 1956. Den 17 september togs Mississippi ur bruk i Norfolk och såldes för skrotning till Bethlehem Steel den 28 november.